# Vodní hospodářství
Vodní hospodářství neboli vodohospodářství je činnost směřující k ochraně, využití a rozvoji vodních zdrojů a k ochraně před škodlivými účinky vod. Přírodovědným základem vodního hospodářství je hydrologie.
Vodní hospodářství se rozděluje na:
- využití vod (zásobování pitnou vodou, zásobování průmyslu a zemědělství vodou, hydroenergetika, plavba),
- ochrana vod (čištění splašků či odpadních vod, ochrana zdrojů vody),
- ochrana před nepříznivými účinky vod (před povodněmi, před suchem),
- integrovaná ochrana všech složek životního prostředí včetně složky vodní.

Využití vod má za cíl uspokojování zdůvodněných individuálních a společenských potřeb spojených s užíváním vody. Realizuje se celou řadou činností od péče o povrchové vody a vodní toky a související vodohospodářský majetek až po budování vodárenských soustav a čistíren odpadních vod.
Ochrana vod podléhá ekologickým principům. V jejím rámci se stanovují podmínky pro udržitelné užívání a ochranu vod jako nenahraditelné složky životního prostředí.
Ochranu před nepříznivými účinky vod spočívá v budování protipovodňových děl, v manipulaci s průtoky ve vodních tocích a nádržích, v budování hydromelioračních zařízení a v péči o půdu a krajinu.
Obor vodního hospodářství podléhá vodnímu právu. Vodní právo je souborem norem, které regulují ochranu vod a vodních ekosystémů, stanovují podmínky jejich hospodářského využití, předepisují zajištění bezpečnosti vodních děl a vytváření podmínek pro snižování nepříznivých účinků povodní a sucha. Tyto normy spadají ve své většině do odvětví správního práva a práva životního prostředí. Státní správu v oblasti vodního hospodářství realizují vodoprávní úřady.

## Vodohospodářská politika ČR
Vodohospodářská politika ČR vychází z přírodních poměrů území ČR, kdy vodní zdroje jsou výlučně závislé na atmosférických srážkách. Ty jsou rozkolísané v průběhu roku i víceletého období. V ročním úhrnu v přepočtu na jednoho obyvatele činí jednu pětinu celosvětového průměru a jednu polovinu až jednu třetinu evropského průměru.
Kapacita vodních zdrojů v jejich přirozené, antropogenními vlivy neovlivněné podobě, již od 50. let 20. století nestačí potřebám obyvatel, průmyslu a zemědělství. Proto je nutné racionálně užívat vody, víceúčelově hospodařit s vodou v ucelených povodích, plánovat využívání vodních zdrojů, provádět víceleté řízení vodohospodářských soustav, odborně spravovat povodí a vodní toky apod.
Vodohospodářská ČR politika respektuje doporučení směrnic Rady EHS:
- Směrnice Rady 75/440/EHS o požadované jakosti povrchových vod určených k odběru pitné vody v členských státech,
- Směrnice Rady 79/869/EHS o metodách měření, četnosti odběrů a rozborů povrchových vod určených k odběrům pitné vody v členských státech,
- Směrnice Rady 78/659/EHS o jakosti povrchových sladkých vod vyžadujících ochranu nebo zlepšení pro podporu života ryb,
- Směrnice Rady 91/271/EHS o čištění městských odpadních vod, která v roce 2024 prochází novelizací,
- Směrnice Rady 91/676/EHS o ochraně vod před znečištěním dusičnany ze zemědělských zdrojů.

Hlavní zásady vodohospodářské politiky ČR podle směrnic Rady EHS:
- uplatňovat integrované přístupy k ochraně a využití vodních zdrojů v trvale udržitelných mezích, aby bylo možno zachovat vodních zdroje pro budoucnost,
- brát v úvahu ekologické zájmy, jako je ochrana vodních ekosystémů, přírody a struktury krajiny,
- hodnotit komplexně vodohospodářské zájmy (užívání vodních zdrojů, včetně ochrany nemovitostí a vodních útvarů před škodlivými účinky vod apod.) a ekologické zájmy,
- veškeré vodohospodářské činnosti územně plánovat v hydrologickém povodí.

Pro naplnění hlavních zásad vodohospodářské politiky se v ČR uplatňuje:
- péče o vodní toky a regulace jejich režimu,
- optimalizace řízení vodohospodářských soustav a řízení odtoků v povodí,
- řešení preventivních protipovodňových opatření,
- uspokojování potřeb uživatelů vody v trvale udržitelných mezích,
- zajištění bezpečné a spolehlivé funkce vodohospodářských děl,
- vodohospodářská, lesnická a zemědělská opatření v oblasti péče o odtokové pověry v krajině a v oblasti regulace vodního režimu v půdě.

## Státní správa v oblasti vodního hospodářství v Česku
Vodohospodářskou politiku ČR realizuje státní správa v oblasti vodního hospodářství představovaná vodoprávní úřady čtyř ministerstev (Ministerstvo zemědělství, Ministerstvo životního prostředí, Ministerstvo dopravy a Ministerstvo obrany), krajů a obcí s rozšířenou působností. Státní správa v oblasti vod se řídí vodním právem.
Český hydrometeorologický ústav vykonává funkci ústředního státního ústavu České republiky pro obory čistota ovzduší, hydrologie, jakost vody, klimatologie a meteorologie, jako objektivní odborné služby poskytované přednostně pro státní správu.
Agentura ochrany přírody a krajiny ČR je organizační složkou státu a správním úřadem, který vydává závazné stanovisko k povolení k nakládání s vodami, k vodním dílům a povolení k některým činnostem podle vodního zákona.
Česká inspekce životního prostředí je organizační složka státu a orgán státní správy pověřený dozorem nad respektováním právních předpisů v oblasti životního prostředí. Dohlíží na dodržování závazných rozhodnutí správních orgánů v oblasti životního prostředí.

### Správci povodí
- Povodí Vltavy, státní podnik
- Povodí Ohře, státní podnik
- Povodí Labe, státní podnik
- Povodí Odry, státní podnik
- Povodí Moravy, s. p.

### Správci vodních toků
- Správci povodí vykonávají také správu vodních toků
- Lesy České republiky, s. p.
- Správa Národního parku a chráněné krajinné oblasti Šumava
- Správa Krkonošského národního parku
- Správa Národního parku České Švýcarsko
- Správa Národního parku Podyjí

- Vojenský újezd Boletice

- Vojenský újezd Březina
- Vojenský újezd Hradiště
- Vojenský újezd Libavá

## Financování vodního hospodářství v Česku
Vodní hospodářství v ČR se financuje z veřejných prostředků prostřednictvím dotačních programů a z vodného a stočného.

### Dotace poskytované Ministerstvem zemědělství
Péče o vodní zdroje a vodní díla:
- protipovodňová a zásobní funkce rybníků, vodních nádrží a zvýšení jejich bezpečnosti,
- stavby na ochranu před povodněmi,
- opravy povodní poškozeného majetku státu, k němuž mají právo hospodaření státní podniky Povodí a Lesy ČR,
- správa drobných vodních toků,
- realizace vodních děl podle usnesení vlády České republiky.

Vodovody a kanalizace:
- výstavba kanalizací a čistíren odpadních vod,
- propojování a rozšiřování vodárenských soustav a jejich zdrojové posilování, včetně posilování akumulace pitné vody pro zajištění zásobování obyvatelstva pitnou vodou,

Rybníky:
- zadržení vody v krajině, posílení protipovodňových funkcí rybníků a zvýšení jejich bezpečnosti,
- výstavba nových, obnova zaniklých či rekonstrukce stávajících rybníků,
- odbahnění značně zanesených rybníků,
- odstraňování havarijních situací na rybnících a případných povodňových škod.

Prevence před povodněmi:
- realizace technických protipovodňových opatření,
- zvýšení retence vody v území, realizace řízených rozlivů povodní, budování poldrů a vodních nádrží s retenčními prostory.

Odstranění následků povodní na státním vodohospodářském majetku:
- odstranění následků povodní roku 2013.

Závlahy:
- obnova a budování závlahového detailu (tj. koncových částí závlahových systémů),

- modernizace závlahových zařízení a zefektivnění provozu stávajících závlahových soustav.

Drobné vodní toky a malé vodní nádrže:
- zlepšení technického stavu drobných vodních toků a malých vodních nádrží,
- zlepšení odtokového režimu krajiny, posílení retence vody v krajině,
- zvětšení bezpečnosti při zvýšených průtocích.

Suché nádrže – území určená k řízeným rozlivům povodní na zemědělsky obhospodařovaných pozemcích:
- v případě jejich zaplavení při povodních se poškozeným poskytuje náhrada za škodu vzniklou řízeným rozlivem povodní podle stanovených pravidel.

### Dotace poskytované Ministerstvem životního prostředí
Břehové porosty – zakládání, obnova a údržba:
- zakládání a obnova břehových porostů jako součást revitalizačních opatření vedoucí ke zlepšování přirozené funkce vodních toků,

Mimoprodukční funkce rybníků:
- akumulace vody v krajině, retenční účinky při povodních, ochrana přirozené flory a fauny,
- udržování přirozeného rozsahu litorálního pásma, zajištění dostatečné průhlednosti vod.

Obnova migrační prostupnosti vodních toků:
- odstranění nefunkční příčné stavby ve vodním toku vytvářejícího migrační překážku,
- výstavba rybích přechodů a výtahů.

Přírodě blízká protipovodňová opatření v intravilánu:
- zprůtočnění nebo zvýšení retenčního potenciálu koryt vodních toků a přilehlých niv,
- obnova, výstavba a rekonstrukce vodních děl sloužící povodňové ochraně,
- hospodaření se srážkovými vodami v intraviálu.

Revitalizace odvodněných ploch – tůně, mokřady, rašeliniště:
- obnova a tvorba vodních prvků s ekostabilizační a retenční funkcí – tůní, mokřadů.

Revitalizace a renaturace vodních toků:
- samovolná renaturace vodních toků a niv,
- zlepšování přirozené funkce vodních toků včetně obnovy jejich migrační prostupnosti a nivy.

## Vodohospodářský výzkum a vývoj v Česku
Organizací a financováním vodohospodářského výzkumu z veřejných prostředků v ČR se zabývá:
- Ministerstvo zemědělství ČR – poskytuje institucionállní financování jako zřizovatel veřejných vědecko výzkumných institucí a státních příspěvkových organizací
- Ministerstvo životního prostředí ČR – poskytuje institucionállní financování jako zřizovatel veřejných vědecko výzkumných institucí a státních příspěvkových organizací
- Ministerstvo školství mládeže a tělovýchovy ČR – poskytuje grantové financování projektů

- Akademie věd ČR – je zřizovatelem několika akademických ústavů, které se věnují vodohospodářskému výzkumu, poskytuje institucionální financování těchto ústavů
- Česká akademie zemědělských věd (ČAZV) – zřízena jako příspěvková organizace Ministerstva zemědělství, je vědeckým poradním orgánem ministra zemědělství ČR
- Grantová agentura České republiky (GAČR) – státní instituce, poskytuje grantové financování projektů základního výzkumu
- Technologická agentura České republiky (TAČR) – státní instituce, poskytuje grantové financování projektů aplikovaného výzkumu, experimentálního vývoje a inovací
- Národní agentura pro zemědělský výzkum (NAZV) – organizační součást odboru vědy, výzkumu a vzdělávání Ministerstva zemědělství, organizuje a řídí zemědělský, potravinářský, lesnický a vodohospodářský výzkum, poskytuje grantové financování projektů

Odbornou podporu státní správě ve vodním hospodářství poskytují vědecko výzkumné instituce zřizované ministerstvy:
- Výzkumný ústav vodohospodářský T. G. Masaryka, v. v. i. – zřizovatelem je Ministerstvo životního prostředí, zabývá se výzkumem otázek vodního hospodářství, hospodařením s odpady, ochranou vod a protipovodňoou prevencí
- Výzkumný ústav monitoringu a ochrany půdy, v. v. i. – zřizovatelem je Ministerstvo zemědělství, provádí výzkum a vývoj v oborech ochrany půdy, ochrany vody, komplexních pozemkových úprav, hospodaření s vodou v zemědělsko-lesních povodích, revitalizace vodních toků a malých vodních nádrží, rekultivace devastovaných půd a asanace zamořených půd
- Výzkumný ústav lesního hospodářství a myslivosti, v. v. i. – zřizovatelem je Ministerstvo zemědělství, provádí výzkum a vývoj v oborech lesního hospodářství a myslivosti, zkoumá hydrologii lesů
- Výzkumný ústav pro krajinu, v. v. i. – zřizovatelem je Ministerstvo životního prostředí, zabývá se využitím rchle rostoucích dřevin k revitalizaci vodních toků a nádrží a k protierozní ochraně půdy
- CENIA, česká informační agentura životního prostředí – zřizovatelem je Ministerstvo životního prostředí, provádí výzkum v oblasti ekologie a péče o životní prostředí, poskytuje a odbornou podporu výkonu státní správy zejména v oblasti integrované prevence.

Výzkum některých vodohospodářských otázek provádějí vědecko výzkumné instituce zřizované Akademií věd ČR:
- Ústav pro hydrodynamiku AV ČR, v. v. i. – zkoumá hydrologii hor, vodní zdroje a úpravu pitné vody
- Ústav fyziky atmosféry AV ČR, v. v. i. – zabývá se atmosférickou vodou, meteorologií a klimatologií
- Botanický ústav AV ČR, v. v. i. – zabývá se mokřadními ekosystémy
- Ústav výzkumu globální změny, v. v. i. – studuje dopady klimatické změny na vodní hospodářství

Výzkum ve vodním hospodářství provozují také státní příspěvkové organizace:
- Český hydrometeorologický ústav – provádí výzkum a modelování atmosféry a klimatu, zabývá se povrchovou, atmosférickou a podzemní vodou
- Česká geologická služba – zkoumá podzemní vody

Vodohospodářský výzkum provádí také ústavy a katedry vysokých škol, jak jsou uvedeny v další kapitole.

## Vysoké školy s vodohospodářským zaměřením
- České vysoké učení technické v Praze (Fakulta stavební)
- Vysoké učení technické v Brně (Fakulta stavební)
- Česká zemědělská univerzita v Praze (Fakulta životního prostředí)
- Mendelova univerzita v Brně (Lesnická a dřevařská fakulta)
- Vysoká škola chemicko-technologická v Praze (Fakulta technologie ochrany prostředí)
- Univerzita J. E. Purkyně v Ústí nad Labem (Fakulta životního prostředí)
- Jihočeská univerzita v Českých Budějovicích (Fakulta rybářství a ochrany vod)
- Vysoká škola báňská – Technická univerzita Ostrava (Fakulta stavební)

## Střední školy s vodohospodářským zaměřením
- Vyšší odborná škola stavební a Střední průmyslová škola stavební Praha 1
- Vyšší odborná škola stavební a Střední škola stavební Vysoké Mýto
- Střední průmyslová škola stavební Plzeň
- Střední průmyslová škola stavební Lipník nad Bečvou
- Střední průmyslová škola stavební Brno
- Střední průmyslová škola stavební České Budějovice
- Střední rybářská škola a Vyšší odborná škola vodního hospodářství a ekologie Vodňany
- Střední škola rybářská a vodohospodářská Jakuba Krčína Třeboň
- Vyšší odborná škola a Střední průmyslová škola strojní, stavební a dopravní Děčín
- Střední odborná škola pro ochranu a obnovu životního prostředí – Schola Humanitas Litvínov

## Spolky vodohospodářů
Spolky vodohospodářů jsou samosprávná a dobrovolná sdružení osob vedených společným zájmem založené podle § 214–302 občanského zákoníku.
- Česká vědeckotechnická vodohospodářská společnost, z. s.
- Česká společnost vodohospodářská Českého svazu stavebních inženýrů, z. s.
- Sdružení oboru vodovodů a kanalizací ČR, z.s.
- Asociace pro vodu, z s.
- Sdružení obcí, vlastníků vodohospodářské infrastruktury
- Sdružení vodohospodářů České republiky, z. s.
- Svaz vodního hospodářství ČR, z s.
- Český přehradní výbor, z. s.

## Profesní komory a autorizace k vybraným činnostem
Profesní komora je veřejnoprávní stavovská organizace založená podle zákona č. 360/92 Sb., o výkonu povolání autorizovaných architektů a o výkonu povolání autorizovaných inženýrů a techniků činných ve výstavbě . Stavební zákon stanovuje, že výkon vybraných činností, jejichž výsledek ovlivňuje ochranu veřejných zájmů ve výstavbě, mohou provádět jenom autorizované osoby. Pro autorizované osoby je členství v příslušné profesní komoře povinné.
Autorizaci pro činnosti související s projekcí, výstavbou a provozem vodních děl a s územním plánováním udělují profesní komory:
- Česká komora architektů – samosprávné profesní sdružení autorizovaných architektů, urbanistů a projektantů územních systémů ekologické stability
- Česká komora autorizovaných inženýrů a techniků – veřejnoprávní stavovská organizace autorizovaných inženýrů, techniků a stavitelů

## Mezinárodní spolupráce
- Český přehradní výbor, z. s. – reprezentuje Českou republiku v Mezinárodní přehradní komisi International Commission on Large Dams (ICOLD )
- Ústav pro hydrodynamiku AV ČR, v. v. i. – zajišťuje spolupráci s Euro-Mediterranean Network of Experimental and Representative Basins (ERB)
- Český národní výbor pro hydrologii, z. s – zajišťuje spolupráci s International Hydrological Programme UNESCO (IHP), International Association of Hydrological Sciences (IAHS), Commission for hydrology WMO (CHy)
- Český výbor Mezinárodní komise pro závlahy a odvodňování – zastupuje české zájmy v International Commission on Irrigation and Drainage (ICID)

- Česká meteorologická společnost, z. s. – je členem European Meteorological Society (EMS)
- Národní klimatický program ČR – zajišťuje v ČR úkoly vyplývající ze Světového klimatického programu koordinovaného Světovou meteorologickou organizací (WMO)

## Informační zdroje ve vodním hospodářství

### Spravované ministerstvy
- Vodohospodářský informační portál VODA – gestorem je Ministerstvo zemědělství, Ministerstvo životního prostředí ve spolupráci s Ministerstvem zdravotnictví, Ministerstvem dopravy a Ministerstvem obrany, v koordinaci s Ministerstvem vnitra
- eAGRI – portál Ministerstva zemědělství
- Portál územního plánování – gestorem je Ústav územního rozvoje
- Povodňový informační systém POVIS – vydává Ministerstvo životního prostředí

Spravované soukromými subjekty
- Vodárenský informační portál
- Portál TZB-info
- Portál Naše voda

## Časopisy s vodohospodářskou tematikou vydávané v Česku
- Vodní hospodářství – vědeckotechnický časopis pro projektování, realizaci a plánování ve vodním hospodářství a souvisejících oborech životního prostředí
- Vodohospodářské technicko-ekonomické informace – odborný recenzovaný časopis vydávaný Výzkumným ústavem vodohospodářským T. G. Masaryka, v.v.i., vychází jako příloha časopisu Vodní hospodářství
- Vodař – vydává Česká vědeckotechnická vodohospodářská společnost – vychází jako příloha časopisu Vodní hospodářství
- Sovak – vydává Sdružení oboru vodovodů a kanalizací ČR, z.s.
- Vodohospodářský bulletin – vydává Česká vědeckotechnická vodohospodářská společnost, z. s.
- Journal of Hydrology and Hydromechanics – vydává společně Ústav hydrológie SAV a Ústav pro hydrodynamiku AV ČR, v. v. i.
- Soil and Water Research – vydává Česká akademie zemědělských věd